# Svájci Nemzeti Park

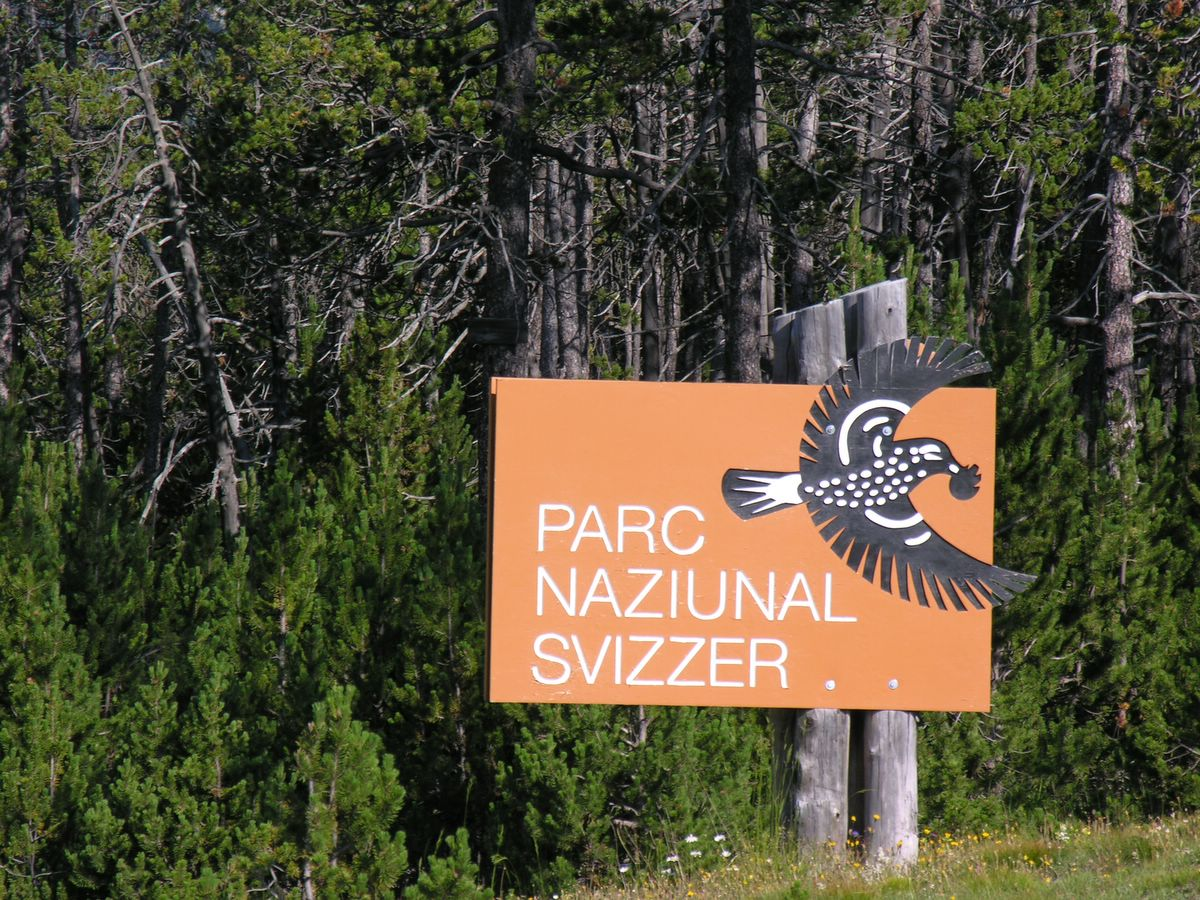
Svájci Nemzeti Park táblája romans nyelvű felirattal

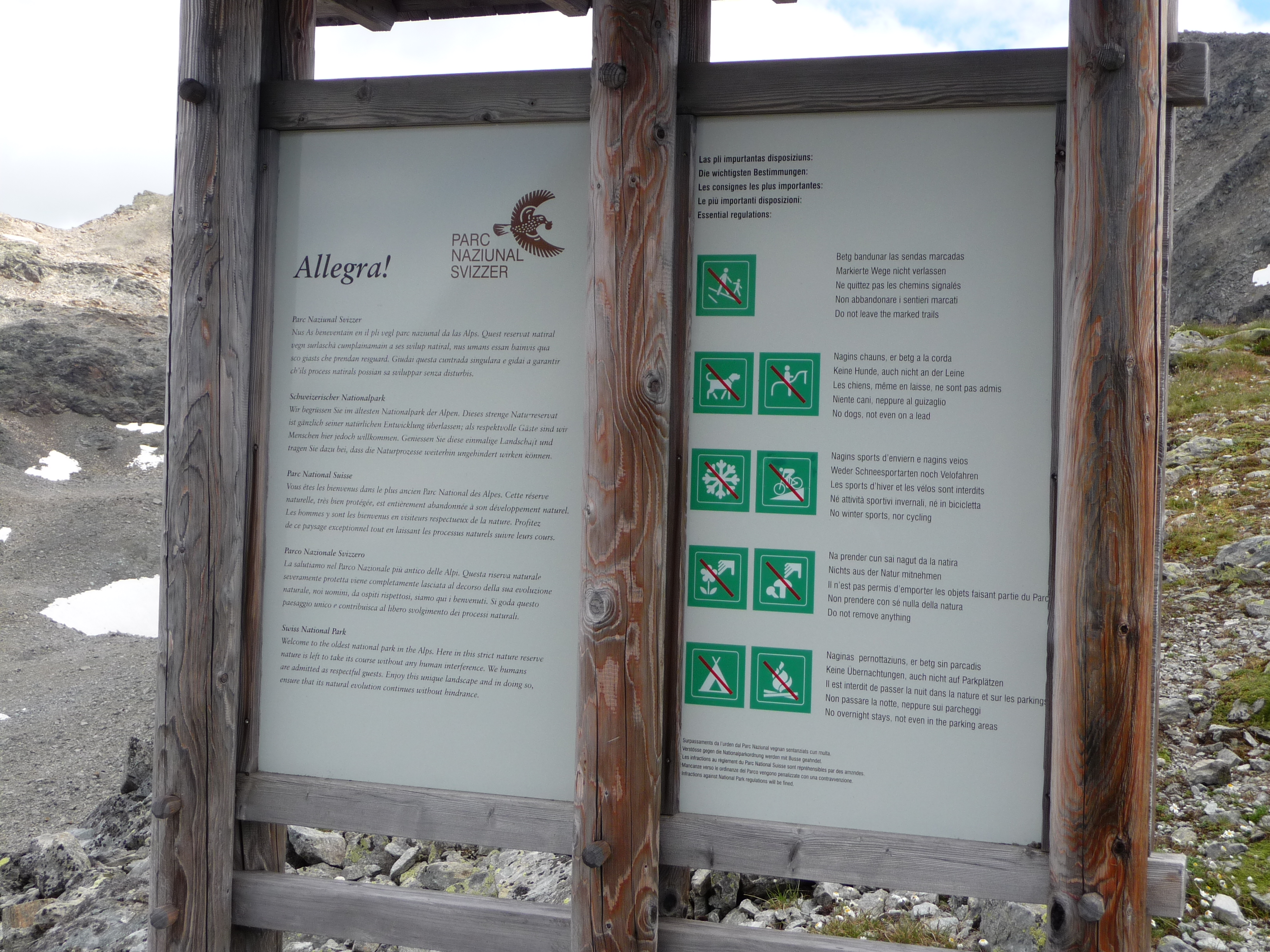

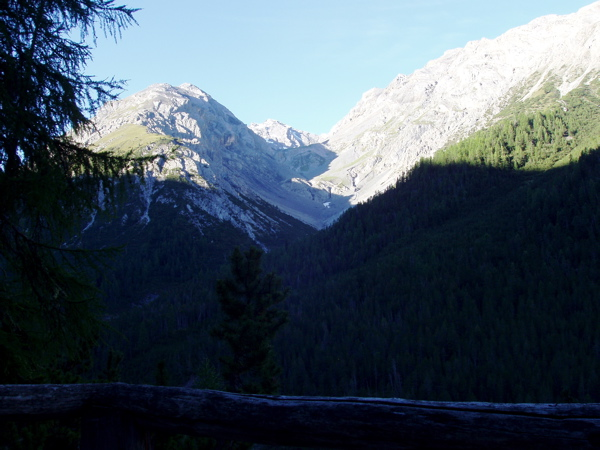
A táj egy részlete

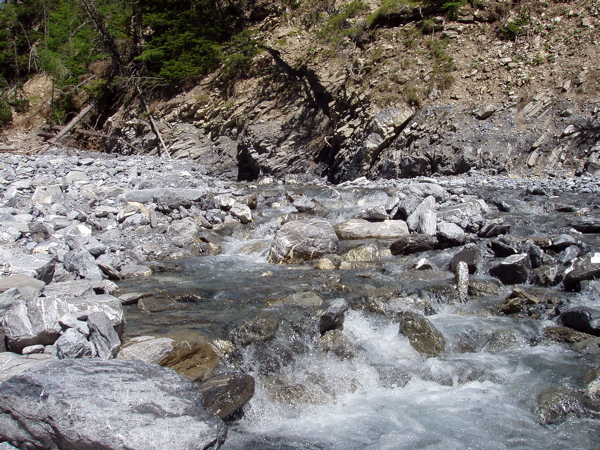

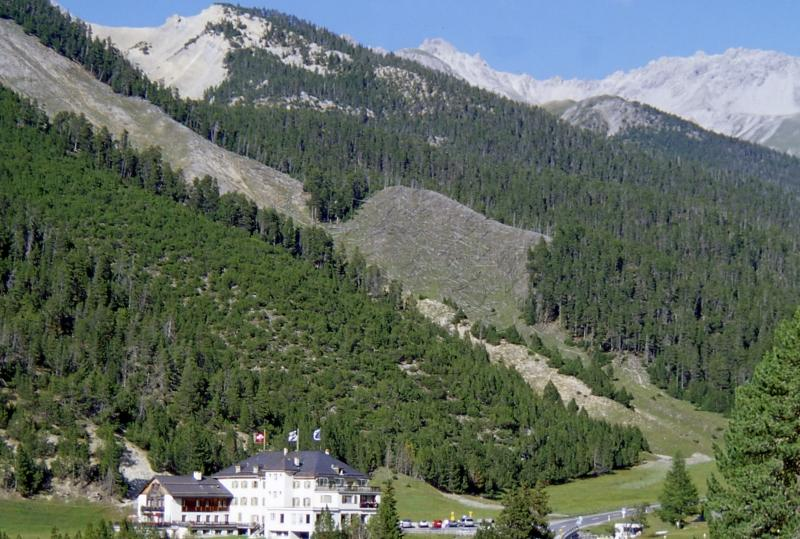
Fuorn Hotel

A Svájci Nemzeti Park (németül: der Schweizerische Nationalpark, olaszul Parco Nazionale Svizzero, franciául Parc National Suisse) Svájc egyetlen nemzeti parkja.

## Fekvése
Graubünden kantonban található.

## Leírása
A Svájci Nemzeti Park (Schweizerische Nationalpark) területe 172 km², a legnagyobb természetvédelmi terület és egyúttal az egyetlen nemzeti park Svájcban. A terület 1979 óta az UNESCO Bioszféra Rezervátuma.
A terület 1400-3200 méter tengerszint feletti magasságban fekszik és szinte érintetlen természeti táj. A Nemzeti Park 1914-ben mérföldkő volt a természetvédelmi történetében, mivel az Alpok és Közép-Európa első nemzeti parkja volt.
A nemzeti park nagy rész szubalpin zónában fekszik, körülbelül egyharmadát borítják erdőségek, 20%-át az Alpok alpesi rétjei, a maradékot növényzet nélküli területek: kavics, hó, jég és víz alkotják. A hegység növényzetének uralkodó faja 90%-ban a havasi törpefenyő.
Bár az ide látogató kirándulók nem térhetnek le a kijelölt ösvényekről, mégis káprázatos élővilágban gyönyörködhetnek. Alpesi kőszáli kecske, gímszarvas, zerge és mormota is megfigyelhető itt.
Területének majdnem 100 kilométernyi túraútvonalán és tanösvényén gazdag alpesi flóra és fauna ismerhető meg.

## Galéria

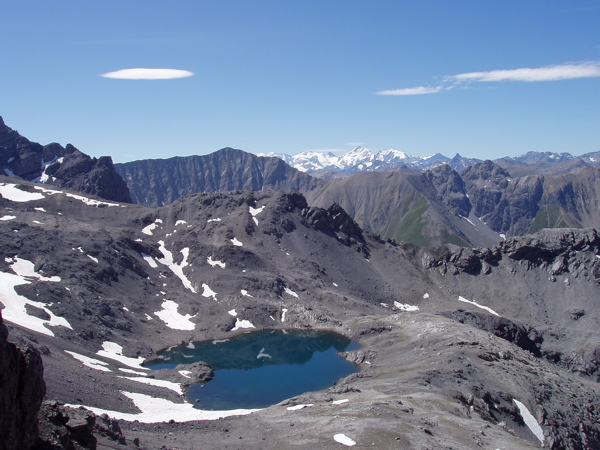
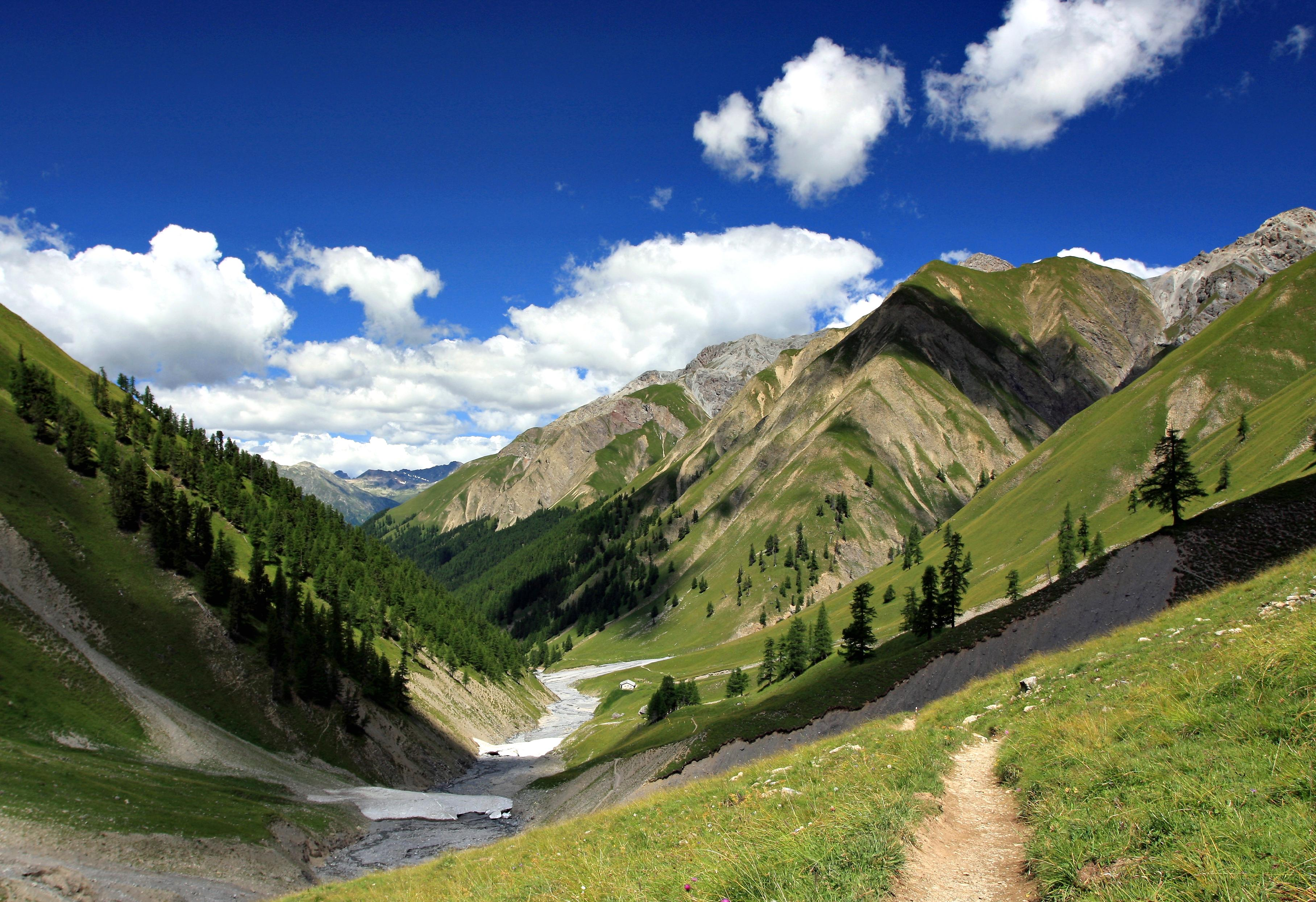
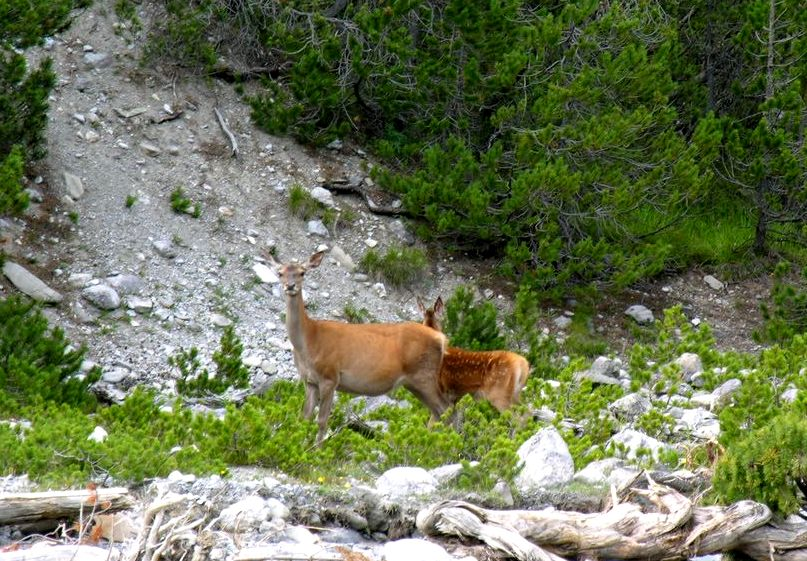